# منصف ویشاوی
منصف ویشاوی (عربی: منصف ويشاوي؛ زادهٔ ۵ آوریل ۱۹۷۷) بازیکن فوتبال اهل الجزایر بود.
از باشگاه‌هایی که در آن بازی کرده‌است می‌توان به باشگاه فوتبال نصر حسین دای، باشگاه فوتبال شباب بلوزداد، باشگاه فوتبال اوراس باتنه، باشگاه فوتبال مولودیه قسنطینه، باشگاه فوتبال اتحاد الجزایر، و باشگاه فوتبال القبائل اشاره کرد.
وی همچنین در تیم ملی فوتبال الجزایر بازی کرده‌است.